# Atràcids
Els atràcids (Atracidae) són una família d'aranyes que pertanyen al subordre dels migalomorfs. Fou descrita per H.R. Hogg el 1901.
Són endèmiques d'Austràlia. En anglès les anomenen australian funnel-web spiders (aranyes de teranyina d'embut australianes).

## El verí

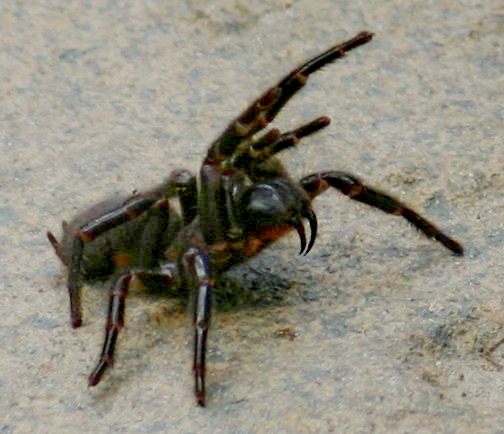
Atrax robustus

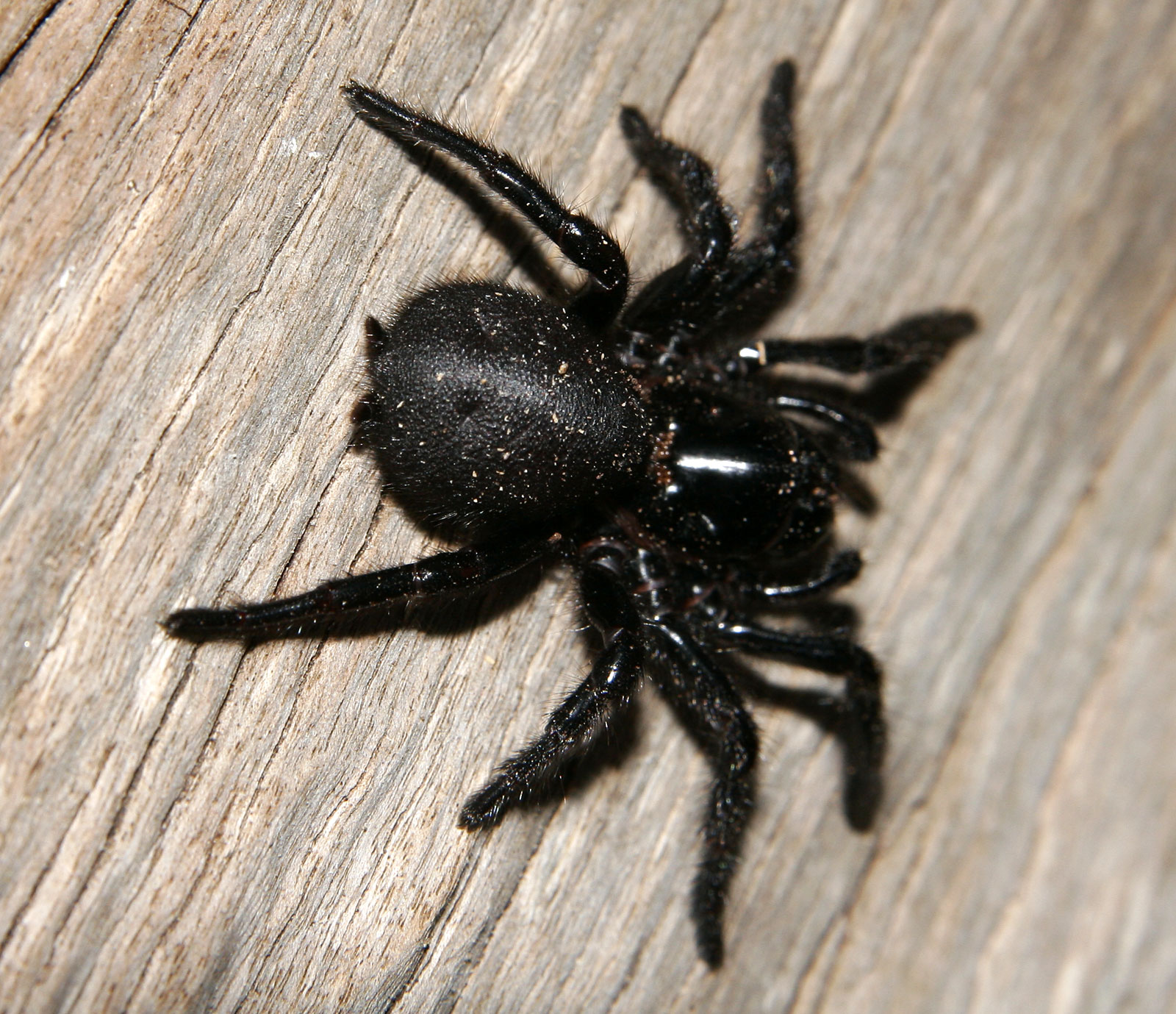
Hadronyche modesta

Atrax robustus és la migalomorfa amb el verí més actiu; el verí del mascle és cinc vegades més potent que els de la femella. Els exemplars del gènere Hadronychetambé tenen un verí molt poderós. El verí d' Atrax robustus conté delta-atracotoxina o robustoxina. És un verí neurotòxic que té la particularitat de ser particularment virulent en els primats. Per la seva part, el verí dels exemplars del gènere Hadronyche consta de versutoxina, una substància que s'assembla a la robustoxina. El verí pot provocar diversos símptomes i poden provocar la mort. Tanmateix, casos mortals són poc habituals i existeix un antiverí creat a partir d'anticossos de conill que té bons resultats.

## Taxonomia
Aquesta família actualment compta amb 3 gèneres i 35 espècies. No es coneixen exemplars fòssils. Els tres gèneres, segons el World Spider Catalog, són:
- Atrax O. Pickard-Cambridge, 1877
- Hadronyche L. Koch, 1873
- Illawarra Gray, 2010